# Александер де Кроо
Александер Де Кроо (нід. Alexander De Croo; нар. 3 листопада 1975, Вілворде) — бельгійський політик та бізнесмен, прем'єр-міністр Бельгії з 2020 по 2025.

## Біографія
Де Кроо народився у Вілворде, Фламандський Брабант, навчався бізнес-інженерії у Брюссельському вільному університеті, пізніше здобув ступінь MBA у Північно-Західному університеті. Працював у Boston Consulting Group до того, як створив власну компанію «Darts-ip» 2006 року. Де Кроо був членом бельгійської політичної партії Відкриті фламандські ліберали і демократи, головою якої був 2009—2012 років. 2012—2020 років Де Кроо працював в урядах Еліо ді Рупо, Шарля Мішеля та Софі Вільмес на посаді віце-прем'єр-міністра Бельгії.
Під час перебування на посаді віце-прем'єр-міністра він обіймав посаду міністра пенсій 2012—2014, міністра розвитку співробітництва 2014—2020 і міністра фінансів 2018—2020. 1 жовтня 2020 року, через рік після парламентських виборів у Бельгії, було сформовано уряд Де Кроо на заміну уряду меншості Вільмеса, де Де Кроо був прем'єр-міністром.
10 червня 2024 року Де Кроо подав у відставку з посади прем'єра після програшу його партії на національних виборах до Європарламенту.

## Нагороди
- Орден князя Ярослава Мудрого I ст. (Україна, 23 серпня 2024) — за вагомий особистий внесок у зміцнення міждержавного співробітництва, підтримку суверенітету та територіальної цілісності України, популяризацію Української держави у світі[2]